# Lumban Suhi Suhi Toruan
Lumban Suhi Suhi Toruan is een bestuurslaag in het regentschap Samosir van de provincie Noord-Sumatra, Indonesië. Lumban Suhi Suhi Toruan telt 1498 inwoners (volkstelling 2010).